# شونسكي كيكوتشي
شونسكي كيكوتشي (菊池俊輔 كيكوتشي شونسكي) (1 نوفمبر 1931-24 أبريل 2021)؛ ملحن ياباني.

## أعماله في السينما اليابانية
- كامن رايدر في مواجهة شوكر

## أعماله في الدراما اليابانية
- الشوغن الجريء

## أعماله في التوكوساتسو
- كامن رايدر
- المحقق الروبوت
- كامن رايدر سترونغر
- أوتشو تيتسوجين كيوداين

## أعماله في الأنمي

### مسلسلات أنمي تلفزيونية
- مغامرات رنا
- دراغون بول
- دراغون بول Z
- دراغون بول كاي (بعد كشف نسخ الموسيقى؛ حتى نهاية مباريات سيل)
- عبقور
- النمر المقنع
- مغامرات الفضاء: يوفو - جريندايزر
- الإنسان المتطور كاشان
- توشو دايموس
- مغامرات سندباد
- السبع المدهش
- نجمة لا سين
- ساكيغاكي!! أوتوكوجوكو
- ألترا بي
- هاريكين بوليمر
- المخترع الصغير

### أفلام أنمي
- دراغون بول: لعنة روبيات الدم
- دراغون بول: الأميرة النائمة في قلعة الشر
- دراغون بول: المغامرة الغامضة
- دراغون بول Z: منطقة الموت
- دراغون بول Z: الأقوى في العالم
- دراغون بول Z: شجرة القوة
- دراغون بول Z: الزعيم سلاغ
- دراغون بول Z: إنتقام كولر
- دراغون بول Z: عودة كولر
- دراغون بول Z: الآلي الخارق رقم 13
- دراغون بول Z: برولي السوبر سايان الأسطوري
- دراغون بول Z: بوجاك متحرر
- دراغون بول Z: عودة برولي
- دراغون بول Z: بايو-برولي
- دراغون بول Z: تجديد الدمج
- دراغون بول Z: غضب التنين
- دورايمون: نوبيتا و حرب النجوم الصغيرة
- دورايمون: نوبيتا و متاهة القصدير
- اليوم الذي ولدت فيه

## وصلات خارجية
- شونسكي كيكوتشي على موقع IMDb (الإنجليزية)
- شونسكي كيكوتشي على موقع ألو سيني (الفرنسية)
- شونسكي كيكوتشي على موقع ميوزك برينز (الإنجليزية)
- شونسكي كيكوتشي على موقع أول ميوزيك (الإنجليزية)
- شونسكي كيكوتشي على موقع ديسكوغز (الإنجليزية)
- شونسكي كيكوتشي على موقع قاعدة بيانات الفيلم (الإنجليزية)
- شونسكي كيكوتشي على موقع كينوبويسك (الروسية)
- شونسكي كيكوتشي على موقع ANN person (الإنجليزية)